# R. Talsorian Games
R. Talsorian Games – przedsiębiorstwo wydawnicze założone przez Mike'a Pondsmitha. Wydawnictwo znane głównie z gry fabularnej Cyberpunk (opublikowanej w Polsce przez Copernicus Corporation), wydało także nagradzany system Castle Falkenstein oraz gry Mekton i Teenagers from Outer Space. Obecnie R. Talsorian Games współpracuje z CD Projekt RED nad grą komputerową Cyberpunk 2077.